# Martín de Urzúa y Arizmendi
Martín de Ursúa y Arizmendi (Arizcun, Navarra, España, 22 de febrero de 1653-Manila, Capitanía General de Filipinas, Virreinato de Nueva España, España, 4 de febrero de 1715) fue el primer conde de Lizárraga y caballero de la Orden de Santiago. Propuso el último de los adelantamientos con criterios de civilización moderna en la época de la América española, el del Petén, por lo que el Rey de España le dio el título de adelantado del Petén, lo que le valió entre el historicismo el calificativo de conquistador español. Tres veces gobernador de la provincia de Yucatán, trabajó en la apertura del camino real desde Campeche al Petén (Tayasal) en lo que es actualmente Guatemala, donde se habían refugiado los itzaes desde antes de la llegada de los conquistadores y en donde seguían viviendo, a fines del siglo XVII, encabezados por el halach uinik llamado Canek, sin haber sido sometidos por los españoles. Ursúa llevó a cabo la más tardía de las conquistas de Mesoamérica en esa región del norte de la actual Guatemala, que culminó en el año 1697 con el sometimiento de los itzáes.

## Datos biográficos
Martín era hijo de Juan de Ursúa y Arizmendi casado con María de Aguerrea y Latadi. Fue bautizado el 27 de febrero de 1653 en Arizcun, Valle del Baztán, Navarra. 
Su tío abuelo, Pedro de Ursúa, era almirante de las armadas de la Corona española y hacía la travesía entre la península ibérica y Las Indias. Fue bajo la protección de este antecesor que Martín de Ursúa viajó a la Nueva España durante el reinado de Carlos II.[cita requerida]
En 1678 residía en la capital de México como sargento mayor para servir al rey en 1685 en Yucatán donde casó con Juana Rosa Bollio y Ojeda, natural de Mérida el 8 de agosto de 1686. Era hija de Santiago Bollio, administrador de la real hacienda de la Capitanía General de Yucatán. Fue así como el personaje llegó, primero a Campeche y después a Mérida, Yucatán. Una 
Fue nombrado sargento mayor de la plaza en San Francisco de Campeche en 1694.

## Datos históricos de su gobernación en Yucatán

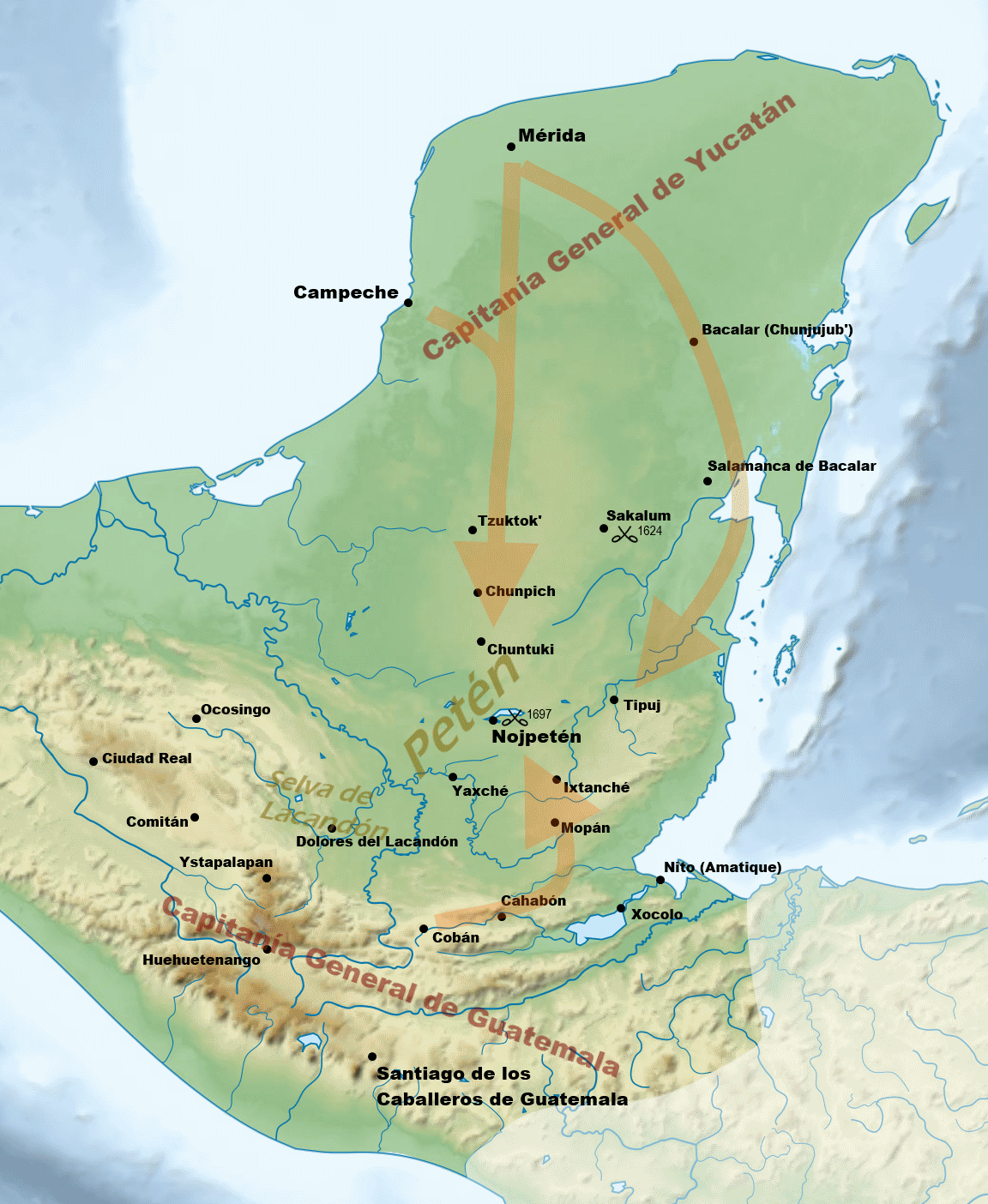
Rutas de entrada a Petén del siglo xvii desde Yucatán y desde Guatemala, con algunos de los topónimos regionales de la época.

Martín de Ursúa, después de haber servido a la Corona española durante varios años en Yucatán, había recibido la promesa real de suceder al término de su mandato a Roque de Soberanis y Centeno en la Capitanía General de Yucatán. Esta promesa la recibió por su ofrecimiento a la corte de España de salir a someter a los pueblos mayas del Petén que aún no estaban «civilizados» por los españoles, quienes habían trastocado en provincia moderna la región peninsular desde hacía más de un siglo con la excepción de la región ocupada por los itzaes (con núcleo en Tayasal) y por los cochuah, a lo largo del camino no consolidado entre Yucatán y Guatemala. En su carta de ofrecimiento al rey, Ursúa había señalado, conforme publicó el historiador Eligio Ancona, que:

...propongo a VM que a mi costa y ninguna de la Real Hacienda, siendo servido, así que entre en el Gobierno [de Yucatán], para cuando tenddré hechas las prevenciones, pondré en ejecución abrir Camino Real desde las provincias de Yucatán a las de Guatemala, reduciendo de paz y de paso, al mismo tiempo, por medio de la predicación Evangélica, todos los indios que se encontraren en aquellos contornos, sin que divierta la conversión el fin de abrir el camino que es lo que más importa para facilitar el reducirlos después a todos los que viven en aquellas comarcas con el continuo tránsito y comercio de españoles de unas provincias a otras: Para cuya empresa y consecucion, bien era necesario adelantar el tiempo que me faltaba para el goce de dicho gobierno, para las prevenciones que se requieren y que pueda lograr el celo que me asiste en el servicio de Dios nuestro señor y de V.M. sirviendose de mandar despachar sus Reales cédulas, que tengo suplicadas a V.M. en memorial que tengo despachado a mis Agentes para que lo pongan en la Real mano de V.M que mandara lo que más convenga y fuere su Real servicio.

- Extracto de la respuesta del rey ordenando a los Jueces y Justicias conceder el preceptivo permiso de adelantamiento:

(..) y hareis para su mayor permanecia que se vayan formando Poblaciones, a distancia de a cuatro ú de ocho leguas, según se fuere abriendo el camino. y en caso de tener dificultad, se fabricaran ventas, donde puedan hospedarse los Traginantes, pues se tiene por cierto que de las utilidades que han de resultar del comercio, se seguirá el que se alienten algunos a pactar asientos de Poblaciones o por lo menos sitios de ventas: Con que quedara asegurado el tránsito y comunicación de unas provincias a otras. Y mando a todos los Jueces y Justicias, donde lleguéis a solicitar el adelantamiento de la referida Obra o en su prosecucion de ella, que os den todo el favor y ayuda que les pidieseis y hubiereis menester; porque mi voluntad es que ninguno os embarase; y que todos los que pudieren tener parte en su logro, cooperen con vigor y esfuerzo a él: Estando advertidos que si lo contrario executaran, seran castigados con severa demostración.

El rey había aceptado y ordenado a las autoridades civiles y eclesiásticas, tanto de Yucatán y de Guatemala como de la Nueva España, ayudar y facilitar la empresa de Ursúa a fin de que se lograra el propósito de dominación expuesto. Cuando el gobernador Roque de Soberanis fue llamado por la Real Audiencia de México para responder por cargos que le había hecho el obispo de Yucatán Cano y Sandoval, quien ya lo había excomulgado, Martín de Ursúa se hizo cargo de la gubernatura y puso de inmediato manos a la obra que había ofrecido. Dispuso de recursos, tropa y misioneros que le acompañaran en la construcción del camino que pasaría por tierras controladas por grupos mayas hostiles. Inició en marzo de 1695 la tarea y, no obstante su esfuerzo de proceder "pacíficamente", tuvo que recurrir a acciones militares para someter a los naturales de la región. Durante poco más de un año se avanzó en el proyecto al punto de que Canek, halach uinik de los itzaes, envió embajada para intercambiar opiniones con los europeos, pero la empresa estaba lejos de concluir. 
En julio de 1696, Martín de Ursúa debió entregar el gobierno de Yucatán a su propietario, Roque de Soberanis, que había regresado de la Ciudad de México habiendo sido absuelto de las imputaciones que le habían hecho sus adversarios. En ese punto, el gobernador propietario reclamó para sí el derecho de continuar con el proyecto de Ursúa de abrir el camino real a Guatemala, cosa a la que éste se opuso terminantemente, debiendo recurrir a la corona de España para resolver el conflicto. La corte dictaminó que Ursúa siguiera adelante independientemente del ejercicio del poder gubernativo que quedaba en manos de Soberanis.
Así, por orden de Martín de Ursúa, el capitán de infantería Pedro de Zubiaur salió de Campeche con 150 hombres de tropa, peones, carpinteros y religiosos que irían hacia la región lacustre del Petén donde se encontraba el núcleo más importante de itzaes. Los carpinteros estaban llamados a construir las naves que servirían para cruzar hacia la isla de Tayasal en donde residía la clase gobernante de los mayas independientes que deseaban someter.
Poco después, el 24 de enero de 1697, Martín de Ursúa salió de Campeche con un grupo más importante de soldados rumbo hacia Tayasal. El 13 de marzo de 1697 se dio la batalla definitiva en la que las huestes de Canek fueron derrotadas finalmente por los súbditos del rey de España. El último reducto maya había caído bajo el dominio del imperio español. Martín de Ursúa regresó a San Francisco de Campeche e instaló su residencia en el puerto con el disgusto y la oposición del gobernador, que manifestó su reclamación, ya que no podía ejercer debidamente su autoridad con la presencia en el territorio de su nombrado sucesor. La corte española, conociendo el caso y para dirimir la diferencia que crecía entre Ursúa y Soberanis, dictaminó que los territorios recién conquistados se separaban de la Capitanía General de Yucatán, creándose la Capitanía General del Petén, a cuya cabeza quedaba el conquistador Ursúa. Pero este se quedó a vivir en Campeche y su disputa con Soberanis no menguó hasta un tiempo después en que Roque de Soberanis falleció, posiblemente de fiebre amarilla, dejando el campo abierto para que Martín de Ursúa asumiera el 28 de septiembre de 1699, por segunda vez, el poder político y militar de Yucatán.
Ursúa inició con un gran prestigio, tanto dentro de Yucatán como en el virreinato de la Nueva España, su segunda gubernatura, esta vez como propietario del cargo. Su influencia y poder estaban en la cúspide. No tuvo, sin embargo, gran suerte en el ejercicio de su segundo mandato. Aparte de algunas acciones militares que condujo para mantener los territorios de la Capitanía General libre de las incursiones de los filibusteros ingleses, que no dejaban de asolar los litorales de la península, en busca primordialmente del preciado palo de tinte y de las maderas preciosas de la región, Ursúa y Arizmendi tuvo que enfrentar una dura disputa con el obispo provocada por diversas causas que determinaron que este excoumulgara al gobernador. Pero el hecho más grave ocurrió, cuando en Valladolid se consumó el asesinato de dos personajes dentro de la iglesia de la ciudad. Uno de los muertos era sobrino del obispo. Los asesinos, que fueron capturados, eran los dos alcaldes de la villa, amigos y partidarios políticos del gobernador Ursúa, quien se vio implicado en la situación por su relación con los criminales que, aunque quedaron presos, tuvieron aparentemente apoyo del gobierno, lo que hizo sospechar que quedarían impunes. El caso llegó hasta la corte, ya que el propio obispo acusaba al gobernador excomulgado de haber instigado el crimen, y Martín de Ursúa fue llamado para dar cuenta de los hechos ante la Real Audiencia. Entregó la gubernatura, para viajar a España con tal propósito, al interino Álvaro de Rivaguda, nombrado por el virrey de la Cueva en octubre de 1703.
Casi tres años después, en 1706, regresó Ursúa y Arizmendi liberado de toda culpa y reasumió su gubernatura. En España, además de su exculpación, había logrado que Felipe V le otorgara el título nobiliario de conde de Lizárraga y adelantado del Petén, en recompensa a su gesta conquistadora. Además, trajo con él la promesa real de hacerse cargo de la Capitanía General de Filipinas al término de su gestión en Yucatán.
Fue así nombrado gobernador y capitán general de Filipinas y presidente de su Real Audiencia, razón por la cual se dirigió a Manila para desempeñar estos elevados empleos entre el 25 de agosto de 1709 y el día de su fallecimiento, el 4 de febrero de 1715.

## Datos de su gubernatura en Manila
Redujo el número de comerciantes chinos residentes en Manila y terció en las disputas internas entre el arzobispo y las órdenes de regulares, especialmente los recoletos. Hizo también frente a incursiones de filibusteros ingleses y moros, poniendo estos últimos sitio a la fortaleza de Zamboanga durante varias semanas.
Puso en vigor reformas políticas como consecuencia del cambio dinástico en España, de la casa de Habsburgo a la casa de Borbón. Entonces, las Filipinas pasaron a depender administrativamente del Consejo de Indias. Durante su gestión se estableció el primer monopolio estatal sobre el licor fermentado de la extracción que se hacía de las palmeras de nipa, aunque restringido solo a las plantaciones del centro de Luzón.
Ursúa murió en 1715 y fue sustituido por el oidor de la Real Audiencia José de Torralba.